# Pulp
Pulp je bivši britanski alternativni rok bend nastao u Šefildu 1978. Njihovu najpoznatiju postavku benda su činili Džarvis Koker (vokal, gitara, klavijatura), Kandida Dojl (klavijatura), Nik Banks (bubnjevi, udaraljke), Stiv Maki (bas), Mark Veber (gitara, klavijatura) i Rasel Senior (gitara, violina). Bend se rasformirao 2002, a 2011 su se pomenuti članovi vratili u bend zbog turneje.

## Diskografija
- It (1983)
- Freaks (1987)
- Separations (1992)
- His 'n' Hers (1994)
- Different Class (1995)
- This Is Hardcore (1998)
- We Love Life (2001)

## Spoljašnje veze
- Pulp People